# Đa Minh Nguyễn Văn Lãng
Đa Minh Nguyễn Văn Lãng (sinh ngày 14 tháng 11 năm 1921 – mất ngày 22 tháng 2 năm 1988) là một Giám mục người Việt. Khẩu hiệu Giám mục của ông là "Con trông cậy Chúa".
Nguyễn Văn Lãng quê quán tỉnh Bắc Ninh, từ thuở thiếu thời đã gia nhập chủng viện Lạng Sơn. Chủng sinh Lãng sau đó được truyền chức linh mục bởi Đại diện Tông Tòa Hà Nội Trịnh Như Khuê vào năm 1951, sau ít năm quản xứ thì di cư vào miền Nam Việt Nam. Linh mục Lãng sau đó đi du học Rôma, tốt nghiệp văn bằng Tiến sĩ Giáo luật. Sau khi trở về Việt Nam, ông giữ chức Giám đốc Tiểu chủng viện Lạng Sơn Di cư và sau đó là Bí thư Tòa Giám mục Long Xuyên.
Năm 1974, Tòa Thánh chọn linh mục Nguyễn Văn Lãng làm giám mục, giao cho Tân giám mục đảm nhận vai trò Giám mục chính tòa thứ hai của Giáo phận Xuân Lộc. Ông đã giữ vai trò này trong khoảng thời gian từ năm 1974 đến năm 1988.

## Thân thế và tu tập
Giám mục Đa Minh Nguyễn Văn Lãng sinh ngày 14 tháng 11 năm 1921 tại làng Xuân Hòa, xã Đại Xuân, huyện Quế Võ, tỉnh Bắc Ninh (nay là khu phố Xuân Hòa, phường Đại Xuân, thị xã Quế Võ, tỉnh Bắc Ninh), thuộc Giáo phận Bắc Ninh, Việt Nam trong một gia đình gia giáo. Năm 14 tuổi, cậu bé Lãng được gia đình cho nhập học tại Tiểu chủng viện Lạng Sơn, sau đó học tiếp Đại chủng viện Xuân Bích, Hà Nội.
Năm 1945, Đại chủng viện đóng cửa, chủng sinh Nguyễn Văn Lãng gián đoạn việc học. Hai năm sau đó, năm 1947, giám mục Hạt Đại diện Tông Tòa Lạng Sơn gửi ông vào dòng Đa Minh để tiếp tục học thần học tại Học viện Dòng Chúa Cứu Thế Nam Đồng.

## Linh mục
Ngày 21 tháng 5 năm 1951, thầy Đa Minh Nguyễn Văn Lãng được Đại diện Tông Tòa Hạt Đại diện Tông Tòa Hà Nội Giuse Maria Trịnh Như Khuê phong chức linh mục tại Hà Nội. Sau khi được truyền chức, vị linh mục trẻ Nguyễn Văn Lãng được điều chuyển trông coi các giáo xứ Tiên Nha và Đại Lãm từ năm 1952 đến năm 1954.
Sau Hiệp định Genève năm 1954, linh mục Đa Minh Nguyễn Văn Lãng cùng với giáo dân giáo xứ Tiên Nha và Đại Lãm di cư vào Nam và thành lập giáo xứ Bắc Thần, Nhơn Trạch, Đồng Nai. Đến năm 1955, linh mục Đa Minh Nguyễn Văn Lãng được cử đi du học Roma. Năm 1958, linh mục Lãng tốt nghiệp với văn bằng Tiến sĩ Giáo luật. Để tiếp tục con đường học vấn, sau khi tốt nghiệp tại Rôma, năm 1959, linh mục Lãng sang Anh du học.
Trở về Việt Nam sau khi du học, linh mục Nguyễn Văn Lãng được chọn bổ nhiệm giữ chức vụ Giám đốc Tiểu chủng viện Lạng Sơn di cư và giữ chức vụ này đến năm 1961, khi ông được Giám mục Giáo phận Long Xuyên điều động giữ chức Bí thư Toà Giám mục Giáo phận Long Xuyên.
Năm 1971, linh mục Đa Minh du hành qua nhiều nước châu Âu và Hoa Kỳ để nghiên cứu về giáo dục chủng sinh. Từ năm 1972 đến năm 1974, ông đảm nhận vai trò Giáo sư Đại chủng viện thánh Tôma Long Xuyên.

## Giám mục
Ngày 1 tháng 7 năm 1974, Tòa Thánh loan báo Giáo hoàng Phaolô VI đã quyết định bổ nhiệm linh mục Đa Minh Nguyễn Văn Lãng, thuộc Giáo phận Long Xuyên, làm Giám mục chính tòa Giáo phận Xuân Lộc, kế nhiệm Giám mục chính tòa Giáo phận này là Giuse Lê Văn Ấn qua đời không lâu trước đó vào ngày 17 tháng 6. Ngày 11 tháng 8 năm 1974, nghi thức truyền chức cho Tân giám mục Nguyễn Văn Lãng được cử hành tại Vương cung Thánh đường Đức Bà Sài Gòn. Nghi thức truyền chức chính yếu do vị chủ phong là Hồng y Angelo Rossi, Tổng trưởng Thánh bộ Truyền giáo và hai vị phụ phong là Tổng giám mục Phaolô Nguyễn Văn Bình - Tổng giám mục đô thành Tổng giáo phận Sài Gòn và Tổng giám mục Philípphê Nguyễn Kim Điền - Tổng giám mục đô thành Tổng giáo phận Huế. Tân giám mục chọn cho mình khẩu hiệu: "Con trông cậy Chúa".
Ngày 04 tháng 9 năm 1974, ông nhận Giáo phận Xuân Lộc. Lễ nhận chức Giám mục Giáo phận được tổ chức tại Xuân Lộc với sự hiện diện của Khâm sứ Tòa Thánh Henri Lemaître và một số giám mục Việt Nam.
Ngày 22 tháng 2 năm 1988, Giám mục Đa Minh Nguyễn Văn Lãng qua đời đột ngột tại bệnh viện Hố Nai, hưởng thọ 67 tuổi, sau 14 năm làm Giám mục chính tòa Giáo phận Xuân Lộc.

## Tông truyền
Giám mục Đa Minh Nguyễn Văn Lãng được tấn phong năm 1971, thời Giáo hoàng Phaolô VI:
- Chủ phong: Hồng y Angelo Rossi, Tổng trưởng Thánh bộ Truyền giáo.
- Hai vị phụ phong: Tổng giám mục Phaolô Nguyễn Văn Bình – Tổng giám mục đô thành Tổng giáo phận Sài Gòn và Tổng giám mục Philípphê Nguyễn Kim Điền – Tổng giám mục đô thành Tổng giáo phận Huế

Giám mục Đa Minh Nguyễn Văn Lãng là chủ phong cho giám mục:
- Năm 1975, Giám mục Phaolô Maria Nguyễn Minh Nhật, cố giám mục chính tòa Giáo phận Xuân Lộc.

Giám mục Đa Minh Nguyễn Văn Lãng là phụ phong cho giám mục:
- Năm 1976, Giám mục Giacôbê Huỳnh Văn Của, cố giám mục chính tòa Giáo phận Phú Cường.

## Sự nghiệp
Giám mục Đa Minh Nguyễn Văn Lãng là người sáng lập Hội dòng Nữ Tỳ Chúa Giêsu Linh mục vào ngày 27 tháng 8 năm 1984.. Giám mục Nguyễn Văn Lãng tiếp tục các công việc của vị giám mục tiền nhiệm Giuse Lê Văn Ấn để lại và hướng dẫn giáo phận Xuân Lộc trên đường phát triển, sau khi chiến tranh chấm dứt và thống nhất đất nước.